# Véső csillagkép

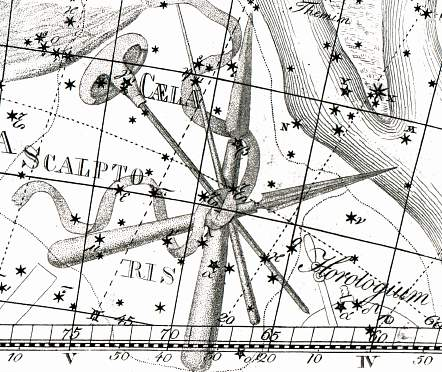
A Véső csillagkép ábrázolása Johann Bode Uranographia című művében

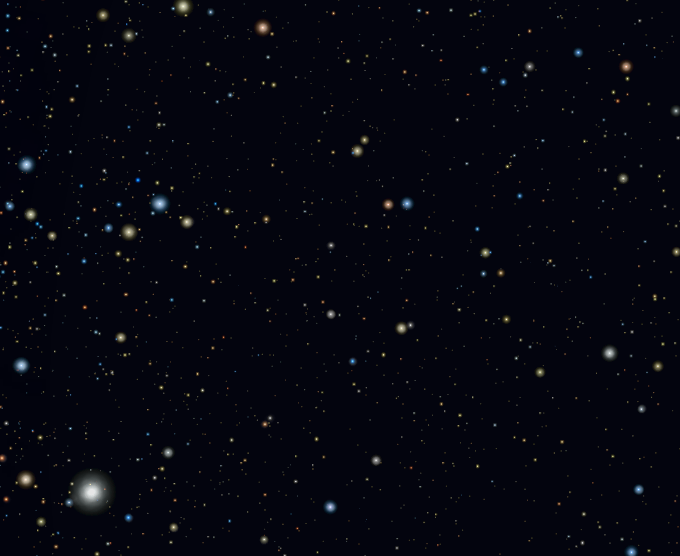
A Véső csillagkép

A Véső (latinul: Caelum) egy halvány csillagokból álló kis csillagkép a déli égbolton, mely egy szobrász vésőjére emlékeztet. Kisebb déli része Magyarországról egyáltalán nem látható.

## Története, mitológia
A csillagképet Nicolas-Louis de Lacaille apát, francia csillagász vezette be  1756-ban, eredetileg a les Burins francia néven. 1763-ban fordították a nevet a latinra Caelum Scalptorium-ra, ami később Caelum-ra rövidült. A csillagképhez nem kapcsolódnak mitológiai történetek és legendák. Ez a csillagkép is a már meglévő  csillagképek közötti üres helyek egyikén van, a csillagai akár a Galamb-, akár az Eridanus csillagképhez is tartozhatnának.

## Látnivalók

### Csillagok
Halvány, a nyolcadik legkisebb csillagkép, nincs negyedrendűnél fényesebb csillaga.
- α Caeli: 4,45 magnitúdós, sárga színű csillag, 65 fényév távolságra van a Földtől.
- β Caeli: ötödrendű csillag, a távolsága mintegy 60 fényév.
- γ1,2 Caeli: a 4,m5-s vörös- és 6m,3-s fehér óriáscsillagok 13'-re vannak egymástól. Az előbbi szoros kettőscsillag, a másik Delta Sct típusú változó.

### Mélyégobjektumok
A konstelláció területén az NGC-katalógus tizenhat, az IC-katalógus hét objektumot tartalmaz: mindegyikük galaxis. 13 magnitúdónál fényesebb mindössze kettő van közöttük. A galaxisokon kívül három, kis csillagcsoport is megbújik a csillagkép területén, ezek optikai segédeszközökkel elérhetőek hazánk területéről is.
- NGC 1679: 12m fényességű küllős spirálgalaxis
- NGC 1567: 12,5m fényességű elliptikus galaxis
- Streicher 19: 40 ívperc méretű csillagcsoport a HD 32515 jelű 5,9 magnitúdós csillag közelében.
- Streicher 17: egy kis "kaszkád" (csillaglánc) a HIP 22611 jelű csillag közelében.
- Streicher 18: 5X9 ívperces kis aszterizmus a HIP 20879 jelű 8 magnitúdós csillag közelében.

## Külső hivatkozások
- Star Tales - Caelum